# Wassermühle Stuckenborstel

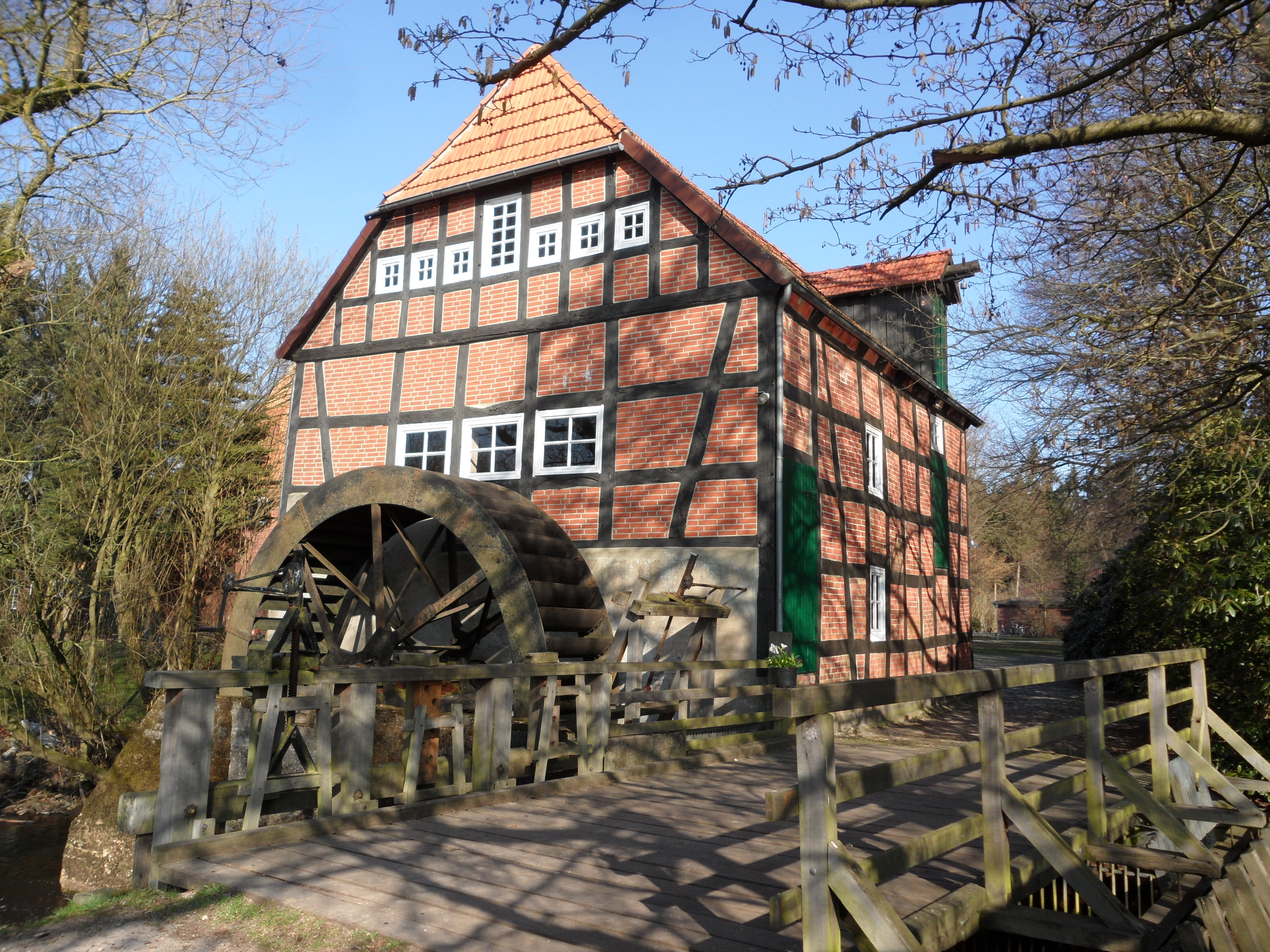
Die Wassermühle Stuckenborstel

Die Wassermühle Stuckenborstel steht in Sottrum, Ortsteil Stuckenborstel, im Landkreis Rotenburg (Wümme) in Niedersachsen, am Ufer des Flusses Wieste. Die erste Mühle an dieser Stelle wurde 1631 erbaut. Sie war bis 1790 Teil des ehemaligen Adeligen Gute Stuckenborstel, dessen Herrenhaus bis heute erhalten geblieben ist und sich in unmittelbarer Nähe der Mühle befindet. Die heutige Wassermühle wurde 1790 erbaut.

## Geschichte
Die Wassermühle verfügt über ein unterschlächtiges Wasserrad, bei dem das Wasser unter dem Rad hindurch fließt. Über dieses Rad konnte neben der Mühle, auch ein angeschlossenes Sägewerk betrieben werden. Das Sägewerk wurde 1920 abgerissen. Um unabhängig vom Wasserstand der Wieste zu werden, wurde 1866 in der Mühle eine Dampfmaschine installiert. Mit der Elektrifizierung des Ortes konnte ab 1920 die Mühle elektrisch betrieben werden. 1950 wurde der Mühlbetrieb eingestellt. Seit 1989 ist die Gemeinde Sottrum Eigentümer der Mühle.

## Sanierung
Die Sanierung wurde bis 1994 von der Gemeinde Sottrum durchgeführt. 1987 erhielt die Mühle ein neues Wasserrad aus Stahl. Dieses hat einen Durchmesser von 5,30 Meter und eine Breite von 1,30 Meter und verfügt über 48 Schaufeln. Das Getriebe verfügt über Zahnräder, die teilweise aus Holz bestehen. Heute ist die Mühle  wieder voll funktionsfähig und kann innen nach Voranmeldung besichtigt werden. Der Förderkreis Wassermühle Stuckenborstel als Teil des Heimatverein Sottrum betreut die  Mühle. Sie  ist Teil des niedersächsischen Radfernweg Mühlenroute des Landkreises Rotenburg (Wümme) und Teil der Niedersächsischen Mühlenstraße.